# The Pleasure Principle (album)
The Pleasure Principle is het debuutsoloalbum van de Engelse new wavemuzikant Gary Numan, uitgebracht op 7 september 1979 door Beggars Banquet Records. Het album verscheen ongeveer zes maanden na Replicas (1979), zijn tweede en laatste studioalbum met de band Tubeway Army. The Pleasure Principle piekte op nummer 1 in de Britse albumlijst.